# CENPH
CENPH (англ. Centromere protein H) – білок, який кодується однойменним геном, розташованим у людей на короткому плечі 5-ї хромосоми. Довжина поліпептидного ланцюга білка становить 247 амінокислот, а молекулярна маса — 28 481.
| 10         |  | 20         |  | 30         |  | 40         |  | 50         |
| ---------- |  | ---------- |  | ---------- |  | ---------- |  | ---------- |
| MEEQPQMQDA |  | DEPADSGGEG |  | RAGGPPQVAG |  | AQAACSEDRM |  | TLLLRLRAQT |
| KQQLLEYKSM |  | VDASEEKTPE |  | QIMQEKQIEA |  | KIEDLENEIE |  | EVKVAFEIKK |
| LALDRMRLST |  | ALKKNLEKIS |  | RQSSVLMDNM |  | KHLLELNKLI |  | MKSQQESWDL |
| EEKLLDIRKK |  | RLQLKQASES |  | KLLEIQTEKN |  | KQKIDLDSME |  | NSERIKIIRQ |
| NLQMEIKITT |  | VIQHVFQNLI |  | LGSKVNWAED |  | PALKEIVLQL |  | EKNVDMM    |

A: Аланін

C: Цистеїн

D: Аспарагінова кислота

E: Глутамінова кислота

F: Фенілаланін

G: Гліцин

H: Гістидин

I: Ізолейцин

K: Лізин

L: Лейцин

M: Метіонін

N: Аспарагін

P: Пролін

Q: Глутамін

R: Аргінін

S: Серин

T: Треонін

V: Валін

W: Триптофан

Кодований геном білок за функцією належить до фосфопротеїнів. 
Задіяний у таких біологічних процесах, як ацетилювання, поліморфізм. 
Локалізований у ядрі, хромосомах, центромерах, кінетохорі.